# قافلانکوه
قافلانكوه هو اسم سلسلة جبال في شرق مدينة ميانة . والاسم من أطول الانفاق الوسطى

## اسم
اسم سلسلة الجبال هذه باللهجة المحلية قافلانتي ، والتي لا تزال تستخدم حتى اليوم. اسمها الأقدم هو قبلانتو، وهي كلمة تركية تعني «اسم الفهود».  الاسم القديم من هذا الاسم هو في الحفاظ على اسم قرية بالقرب قبلانتو (سقز).  قفلان بالتركية تعني ليوبارد.
ذکر جان ديولافوي اسم هذه سلسلة الجبال باسم جبل النمر. 

## الجغرافیا
سلسلة جبال قافلنتي الفرعية بطول حوالي 50 كم شرق قرية برقة بإحداثيات 37.95 شمالاً و 47.4030 شرقاً جنوب مدينة ميانة ومن الشمال الشرقي إلى قرية ممان (ميانة) بإحداثيات 37.4634 شمالاً. و 47. 9004 شرقًا يمتد ويتصل بسلسلة جبال البرز الغربية. يقطع نهر قزل اوزن سلسلة الجبال هذه شرق وسط المدينة.